# Rosse boeboekuil
De rosse boeboekuil (Ninox rufa) is een vogel uit de familie Strigidae (Echte uilen).

## Verspreiding en leefgebied
Deze soort komt voor in Nieuw-Guinea en noordelijk Australië en telt vier ondersoorten:
- N. r. humeralis: Nieuw-Guinea.
- N. r. rufa: noordwestelijk Australië.
- N. r. meesi: Kaap York (noordoostelijk Australië).
- N. r. queenslandica: oostelijk Queensland (oostelijk Australië).